# Bonaventura
Bonaventura  è un nome proprio di persona italiano maschile.

## Varianti
- Maschili: Buonaventura[2]
  - Ipocoristici: Ventura, Venturo, Venturino[2][5]

### Varianti in altre lingue
- Basco: Bonabendur[6]
- Catalano: Bonaventura[3][6]
- Francese: Bonaventure[3]
- Galiziano: Boaventura[6]
- Inglese: Bonaventure[3][4]
- Polacco: Bonawentura
- Portoghese: Boaventura[3]
- Spagnolo: Buenaventura[3][6]
  - Ipocoristici: Ventura[3]

## Origine e diffusione
È un nome medievale, assente nell'onomastica latina, e fa parte di quell'ampia schiera di nomi augurali tipici dell'antica onomastica italiana come Bonifacio, Bonavita, Bonamico, Bonaguida, Bonagiunta e Bonaiuto, molti dei quali sono scomparsi e sopravvivono solo come cognomi (a tal proposito, da questo stesso nome deriva il cognome Bonaventura).
Il significato è trasparente, ossia "buona sorte", "buona fortuna", poiché è composto dalle parole bona ("buona") e ventura ("avvenire"), considerando che il termine ventura deriva direttamente dal latino [res] ventura, ovvero "[le cose] che verranno", "[le cose] a venire" (per l'appunto l'"avvenire" in italiano moderno). Per semantica, Bonaventura può essere accostato a nomi quali Lykke, Felicita, Dalia, Uğur, Laima e Gad.
Rispetto ad altri nomi augurali medievali, Bonaventura ha goduto di una maggiore diffusione grazie alla figura di san Bonaventura da Bagnoregio, ma è comunque piuttosto raro in italiano moderno; negli anni 1970 se ne contavano circa 2 900 occorrenze, sparse ovunque ma con più frequenza in Lazio, Campania e Puglia.

## Onomastico
L'onomastico viene generalmente festeggiato il 15 luglio, in ricordo di san Bonaventura da Bagnoregio, generale dell'Ordine francescano, vescovo di Albano, cardinale e dottore della Chiesa, soprannominato Doctor Seraphicus. 
Con questo nome si ricorda anche uno dei martiri di Nagasaki (san Bonaventura di Miyako, 6 febbraio) nonché diversi beati, alle date seguenti:
- 14 febbraio, beato Bonaventura Palmerio, religioso mercedario, morto di peste a Palermo[8]
- 28 marzo, beato Venturino da Bergamo, predicatore domenicano
- 31 marzo, beato Bonaventura da Forlì, predicatore servita[7][8]
- 12 agosto, beato Buenaventura García-Paredes Pallasá, superiore dei domenicani, uno dei martiri della guerra civile spagnola[8]
- 11 settembre, beato Bonaventura da Barcellona, fondatore della riformella francescana[7][8]
- 2 ottobre, beato Bonaventura Relli da Palazzolo, predicatore francescano[7][8]
- 18 ottobre, beato Bonaventura Reixach Vilarò, clarettiano, uno dei martiri della guerra civile spagnola[8]
- 26 ottobre, beato Bonaventura da Potenza, religioso francescano[1][7][8]
- 5 novembre, beato Bonaventura Badoer da Peraga
- 11 novembre, beato Bonaventura Toldrà Rodon, terziario carmelitano, uno dei martiri della guerra civile spagnola[8]
- 14 dicembre, beato Bonaventura da Pistoia, sacerdote servita[7][8]

## Persone

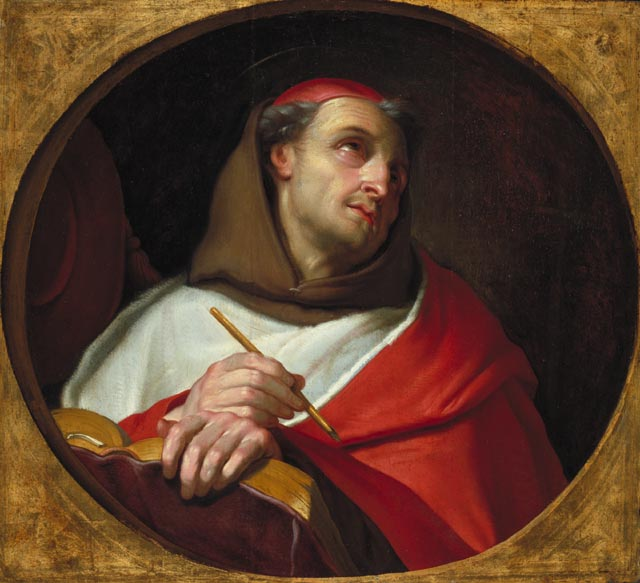
Bonaventura da Bagnoregio

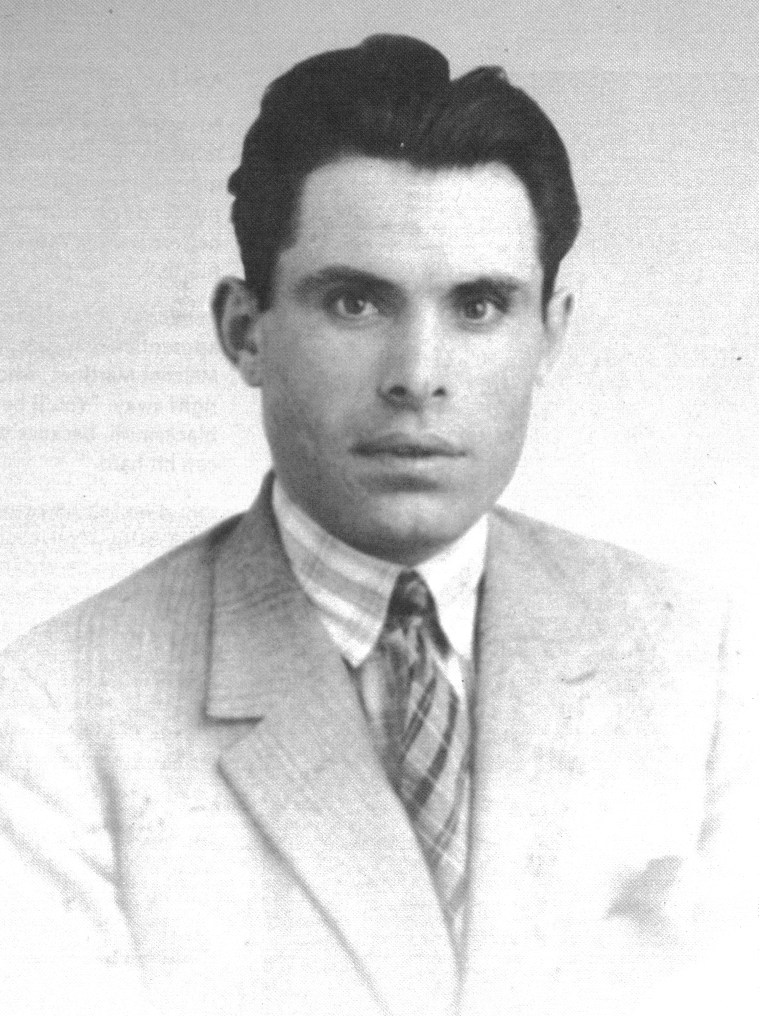
Buenaventura Durruti

- Bonaventura da Bagnoregio, cardinale, filosofo e teologo italiano
- Bonaventura da Barcellona, religioso spagnolo
- Bonaventura da Calangianus, religioso italiano
- Bonaventura Badoer da Peraga, teologo e cardinale italiano
- Bonaventura Berlinghieri, pittore italiano
- Bonaventura Cavalieri, matematico italiano
- Bonaventura Corti, presbitero, scienziato e botanico italiano
- Bonaventura Fauni-Pio, teologo e vescovo cattolico italiano
- Bonaventura Ferrazzutto, politico e partigiano italiano
- Bonaventura Furlanetto, compositore e insegnante di musica italiano
- Bonaventura Gerardi, politico italiano
- Bonaventura Ibáñez, attore spagnolo
- Bonaventura Rubino, francescano e compositore italiano
- Bonaventura Tecchi, scrittore e germanista italiano
- Bonaventura Zumbini, critico letterario e politico italiano

### Variante Buenaventura
- Buenaventura Córdoba Espinosa de la Cerda, cardinale e patriarca cattolico spagnolo
- Buenaventura Durruti, anarchico, sindacalista e rivoluzionario spagnolo
- Buenaventura Hernández Sanahuja, archeologo e storico spagnolo

### Variante Ventura
- Ventura Peccini, poeta italiano

Ventura Rodríguez

- Ventura Pons, regista e produttore cinematografico spagnolo
- Ventura Rodríguez, architetto spagnolo
- Ventura Salimbeni, pittore e incisore italiano
- Ventura Vitoni, architetto italiano

### Altre varianti
- Venturino da Bergamo, religioso italiano
- Boaventura de Sousa Santos, sociologo portoghese
- Henry-Bonaventure Monnier, drammaturgo, illustratore e attore teatrale francese
- Bonaventure Nahimana, arcivescovo cattolico burundese
- Bonawentura Niemojowski, avvocato, scrittore e politico polacco
- Venturino Venturi, scultore e pittore italiano

## Il nome nelle arti
- Bonaventura è lo pseudonimo sotto il quale nel 1804 furono pubblicate le Veglie (Nachtwachen), ritenute un classico del romanticismo tedesco e oggi attribuite a Ernst August Friedrich Klingemann.
- Il signor Bonaventura è uno storico personaggio dei fumetti italiani, creato nel 1917 da Sergio Tofano.